# كريستيان كيريز
كريستيان كيريز (من مواليد 27 مايو 1962 في ماراكايبو ) مهندس معماري سويسري ومصور معماري وأستاذ جامعي.

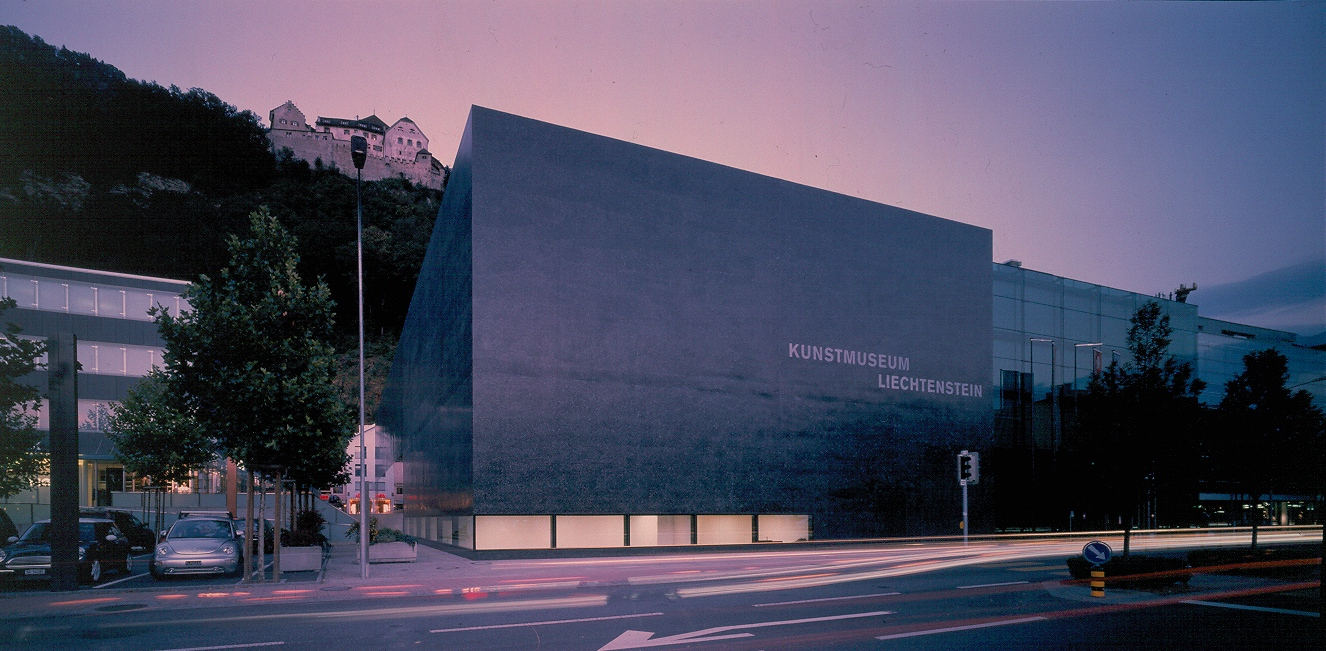
متحف ليختنشتاين للفنون، فادوتس

## سيرة شخصية
درس كريستيان كيريز في المعهد الفدرالي السويسري للتكنولوجيا في زيورخ وعمل لدى رودولف فونتانا بين عامي 1991 و 1993. عمل في مجال التصوير المعماري وافتتح في عام 1993 الاستوديو الخاص به في زيورخ . كان كيريز أستاذًا زائرًا في التصميم والهندسة المعمارية في المعهد الفيدرالي السويسري للتكنولوجيا منذ عام 2001 ، وأستاذًا مساعدًا منذ عام 2003 ، وأستاذًا متفرغًا للتصميم والهندسة المعمارية، منذ عام 2009.
في عام 2012 ، شغل كرسي كينزو تانج في كلية الدراسات العليا للتصميم بجامعة هارفارد .  في معرض العمارة الدولي الخامس عشر في بينالي البندقية، صمم كيريز الجناح السويسري. 

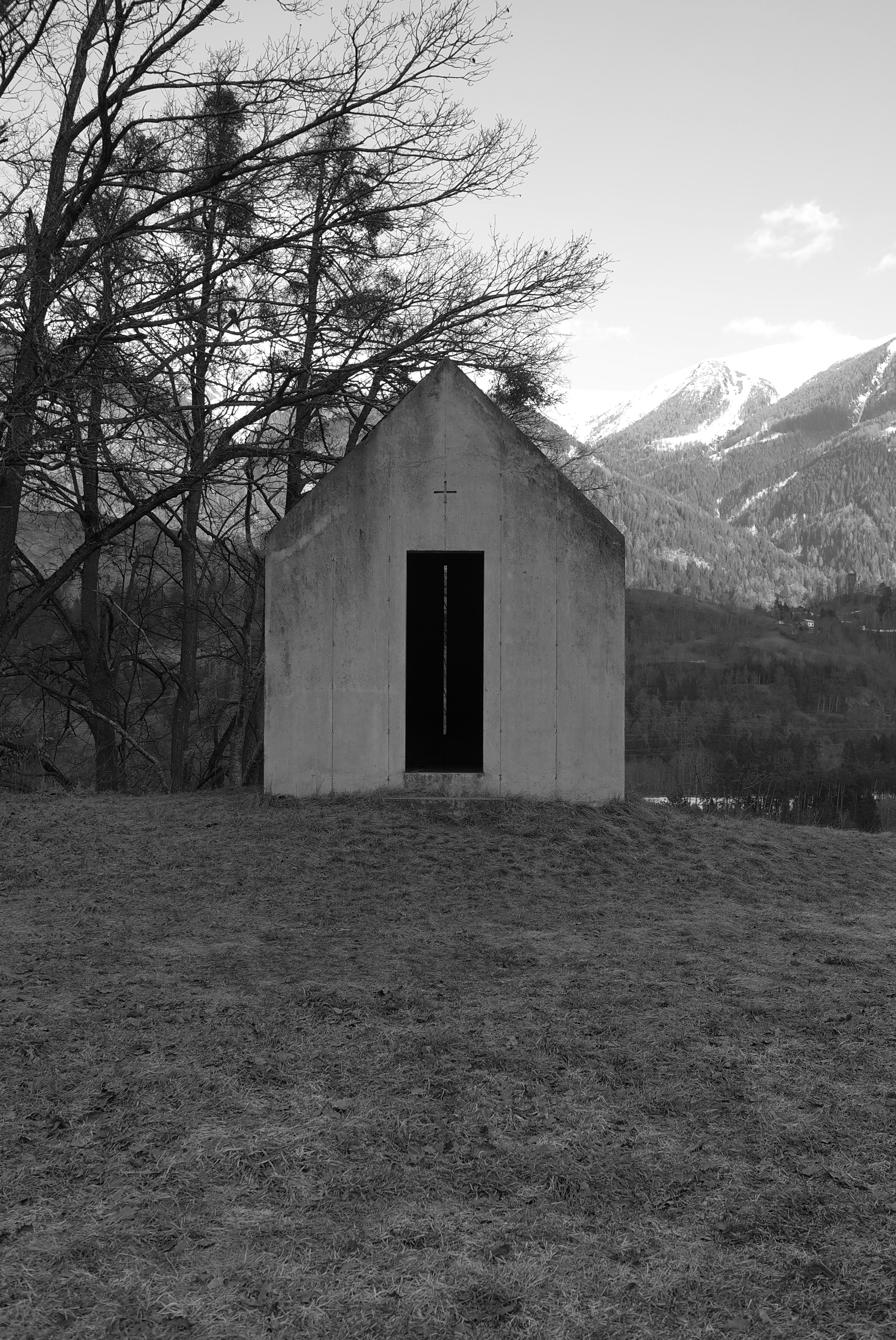
سانت نيبوموك ، كازيس

### مباني من تصميمه

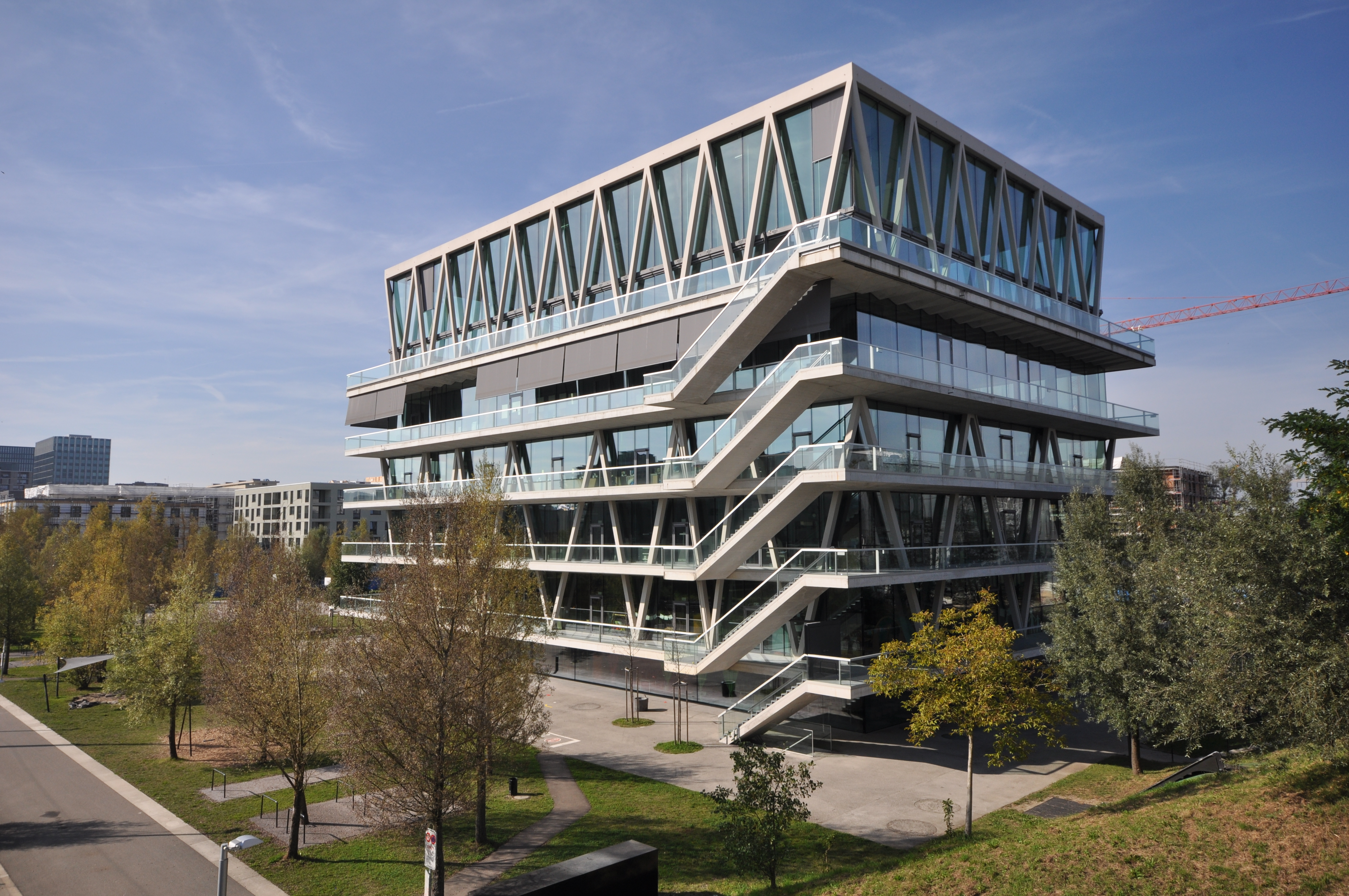
مدرسة Leutschenbach ، زيورخ

- 1998-2000: متحف ليختنشتاين للفنون ، فادوتس مع مورغر وديجيلو ، بازل
- 1999-2003: مبنى سكني في Forsterstrasse ، زيورخ
- 1999-2003: Schoolhouse Breiten، Eschenbach
- 2002-2009: مدرسة Leutschenbach ، في زيورخ مع مهندس المناظر الطبيعية ماوروس شيفرلي [8]
- 2004-2007: منزل بجدار واحد ، زيورخ [9]
- 2006-2013: منزل مع إطلالة على البحيرة ، تالويل
- 2006-2014: جائزة متحف الفن الحديث ، وارسو الجائزة الأولى
- 2008: مركز كفاءة Holcim ، الجائزة الأولى لمسابقة Holdbank
- 2009-2014: منزل به عمود مفقود "زيورخ [10]
- 2009-2013: مشروع تطوير الإسكان في بورتو سيغورو، بارايسوبوليس ، ساو باولو
- 2013-2018: مبنى المكاتب، ليون كونفلوينس أولوت A3 ، ليون
- 2013-2021: هاوس توميو أوكامورا ، براغ
- 2021: جناح البحرين في إكسبو 2020 ، دبي (تأخر لمدة عام بسبب جائحة كوفيد-19) [11]

## روابط خارجية
- موقع كريستيان كيريز الرسمي
- ETH Zurich ، كرسي كريستيان كيريز للهندسة المعمارية والتصميم